# نیکول فاریا
 نیکول فاریا (انگلیسی: Nicole Faria؛ زادهٔ ۹ فوریهٔ ۱۹۹۰) هنرپیشه، مانکن و ملکه زیبایی اهل هند است. او به نمایندگی از هند برنده دوشیزه زمین ۲۰۱۰ شد‌. 
او در فیلم دوستی بازی کرده است.